# 호자 파수스
호자 파수스(Rosa Passos, 1952년 4월 13일 ~ )는 브라질의 작곡가, 가수, 기타리스트이다.

## 생애
- 13세부터 피아노를 시작하고 이미 훌륭한 피아니스트로써의 자질을 인정받지만 도리바우 카이미(Dorival Caymmi), 주앙 지우베르투(João Gilberto)의 음악을 들은 뒤부터 가수가 되기 위해 피아노를 그만 두고 기타 연주에 전념하게 된다.
- 1960년대 후반 텔레비전, 음악 페스티벌에 출연하기 시작했다.
- 1972년 Globo Network's Festival Universitario에서 "Mutilados"라는 곡으로 1위를 하게 된다.
- 1988년 앨범 "Amorosa"를 발표하였다.
- 1990년대에 여러 장의 앨범을 발매했다.
- 1993년 시인인 Fernando de Oliviera, Guinga와 함께 만든 앨범 "Festa"를 발표하였다.
- 1996년에 "Pano Pra Manga"를 녹음하여 이 곡을 브라질 대중 음악의 고전으로 기록한다.
- 1999년에 세계적인 재즈 하모니카 주자 투츠 틸레망(Toots Thielemans), 세계적인 재즈 클라리넷 주자인 파키토 드리베라(Paquito D'Rivera)와 함께 유럽, 일본 등을 다니며 공연하였다.
- 2002년에 미국에서 베이스 주자, 퍼커션 (입으로하는 주법을 사용)의 Paulo Paulelli와 함께 "Me and My Heart" 앨범 발매
- 2002년에 미국의 세계적인 재즈 베이시스트 론 카터 Ron Carter와 함께 "Entre Amigos" 음반을 만든다
- 2003년에 세계적인 첼리스트 요요마(Yo-Yo Ma)의 "Obrigado Brazil" 앨범에 참여하여 "Chega de Saudade"를 부르는데 이 앨범으로 그녀의 이름은 전 세계적으로 알려지며 월드스타가 되는 계기가 된다.
- 2004년 앨범 "Amorosa"가 재발매되었다. 그리고 이 앨범은 미국의 빌보드 월드 뮤직 앨범 차트 7위를 기록하였다.
- 2008년 앨범 "Romance"를 발매하였다
- 2008년 5월 미국 보스톤의 명문 음악학교인 버클리 음악 대학에서 그녀에게 명예 박사학위를 수여하였다.
- 현재는 브라질에 거주하면서 전 세계를 무대로 활동하고 있다.

## 음반 목록
- Recriação (1979)
- Amorosa (1988)
- Curare (1991)
- Festa (1993)
- Pano Pra Manga (1996)
- Letra & Música - Ary Barroso (1997) (with Lula Galvão)
- O melhor de Rosa Passos (1997) (best-of compilation)
- Rosa Passos Canta Antonio Carlos Jobim - 40 Anos de Bossa Nova (1998)
- Morada do Samba (1999)
- Rosa Passos Canta Caymmi (2000)
- Me and My Heart (2002)
- Azul (2002)
- Eu e Meu Coração (2003)
- Entre Amigos (2003) (with Ron Carter)
- Amorosa (2004)
- Rosa (2006)
- Romance (2008)
- É luxo so (2011)
- Samba dobrado (2013)